# Operação Sothis
Operação Sothis foi uma operação da Polícia Federal deflagrada em 21 de novembro de 2017, que correspondeu a 47ª fase da Operação Lava Jato, contra desvios na Transpetro.
Cerca de 40 policiais federais cumpriram oito mandados de busca e apreensão, um mandado de prisão temporária, e cinco mandados de condução coercitiva nos estados da Bahia, Sergipe, Santa Catarina e São Paulo. A nova etapa, batizada como Operação Sothis foi autorizada pelo juiz federal Sergio Moro, e tem como alvo familiares e intermediários do ex-gerente José Antônio de Jesus. O grupo é suspeito de receber 7 milhões de reais de propinas pagas por uma empresa de engenharia, entre setembro de 2009 e março de 2014. A PF prendeu José Antônio de Jesus durante a operação.
Os investigadores suspeitam que valores fornecidos a José Antônio foram repassados em benefício do PT e ao PMDB a pedido da presidência da Transpetro. De acordo com o o MPF, as investigações começaram após a colaboração premiada dos executivos da empresa investigada. Segundo os procuradores, há provas que indicam que o ex-gerente recebeu suborno para favorecer a empresa em contratos com a Transpetro.
Segundo a PF, o nome da operação é uma referência a uma das empresas investigadas, chamada Sirius. "A estrela Sirius era chamada pelos egípcios de Sothis".